# Bernard Loder
Bernard Cornelis Johannes Loder (Amsterdam, 13 september 1849 - Den Haag, 4 november 1935) was een vooraanstaand Nederlands rechtsgeleerde op het gebied van het internationaal recht. Hij werd de eerste voorzitter van het Permanent Hof van Internationale Justitie.
Loder studeerde rechten aan het Athenaeum Illustre, de voorloper van de Universiteit van Amsterdam. Hij promoveerde in 1873 te Leiden op de leer van de volkssoevereiniteit, waarbij hij de volkssoevereiniteit als grondslag van de staat verwierp. Zijn opvattingen waren conservatief-liberaal (hetgeen onder meer bleek doordat hij zich in 1933 uitliet tegen het algemeen kiesrecht) en hij hing de Historische School van Friedrich Carl von Savigny aan. Codificaties moesten volgens deze School op de eerste plaats "wetenschappelijk" zijn, waarbij ze maatschappelijke ontwikkelingen eerder volgden dan beïnvloedden. Wetenschappelijke wetten konden uitsluitend door wetenschappelijk geschoolde juristen worden gemaakt. Het idee van volkssoevereiniteit paste niet in die gedachte.
In 1897 was Loder met Tobias Asser betrokken bij de oprichting van het Comité Maritime International (CMI), dat de codificatie van het internationale zeerecht tot doel had. Van 1908 tot 1921 was hij raadsheer in de Hoge Raad. Na de twee Haagse Vredesconferenties in 1899 en 1907 stond er in 1915 nog een derde gepland. Door het uitbreken van de Eerste Wereldoorlog vond deze geen doorgang. Bij de voorbereidingen van deze derde conferentie was Loder betrokken. Zijn opvattingen over het internationale recht waren inmiddels ver ontwikkeld. In zijn Institutions judiciaires et de conciliation uit 1917 pleitte hij voor de oprichting van een permanent internationaal gerechtshof en van een raad voor de verzoening van internationale geschillen.
Direct na de Eerste Wereldoorlog was Loder nauw betrokken bij het Nederlandse buitenlandse beleid, doordat hij werd benoemd tot voorzitter van de Raad van bijstand van de directie van economische zaken van het ministerie van Buitenlandse Zaken. In deze hoedanigheid was hij een van de juristen die de regering negatief advies gaven over een eventuele uitlevering van Wilhelm II van Duitsland die in ballingschap in Nederland verbleef. In 1919 werd Loder lid van de Commissie van advies voor volkenrechtelijke vraagstukken, die de Nederlands politiek met betrekking tot de Volkenbond voorbereidde. In 1920 maakte hij deel uit van de Nederlandse afvaardiging naar de eerste vergadering van deze Bond.
Bij de oprichting van het Permanent Hof van Internationale Justitie was de invloed van Loder van groot belang. Hij werd de eerste voorzitter van dit hof, de voorganger van het Internationaal Gerechtshof. Het was mede te danken aan Loder dat dit Hof werd gevestigd in Den Haag. De verwachtingen die Loder van de internationale rechtspraak had waren hoog. Hij meende dat die essentieel anders kon zijn dan arbitrage.
Internationaal genoot Loder een goede reputatie, die vooral was gebaseerd op zijn grote integriteit.
- Bibliothèque nationale de France: cb10279125r (data)
- Biografisch Portaal: 59651789
- Digitale Bibliotheek voor de Nederlandse Letteren: lode018
- Gemeinsame Normdatei: 117076562
- International Standard Name Identifier: 0000 0000 2009 8675
- Library of Congress Control Number: no99067298
- Nationale Bibliotheek van Tsjechië: xx0236055
- Nederlandse Thesaurus van Auteursnamen: 086057472
- Système universitaire de documentation: 226846474
- Virtual International Authority File: 780688
- WorldCat: E39PBJhmFD6MKcH8HkFQ6yyTpP